# Serica sherpa
Serica sherpa är en skalbaggsart som beskrevs av Guido Sabatinelli och Migliaccio 1982. Serica sherpa ingår i släktet Serica och familjen Melolonthidae. Inga underarter finns listade i Catalogue of Life.